# Hong Kong Airlines
Hong Kong Airlines Ltd. (chinesisch 香港航空), im Außenauftritt auch Hongkong Airlines, ist eine chinesische Fluggesellschaft mit Sitz in der Sonderverwaltungszone Hongkong und Basis auf dem Hong Kong International Airport. 

## Geschichte
Hong Kong Airlines wurde 2001 als CR Airways gegründet und begann den Flugbetrieb am 5. Juli 2003. Sie war die erste Fluggesellschaft die nach der Übergabe Hongkongs an die Volksrepublik China eine Betreiberlizenz erhielt. Am 30. September 2006 wurde sie in Hong Kong Airlines Ltd umbenannt.
Weiterhin besitzt Hong Kong Airlines mit HK Express eine Billigfluggesellschaft, zwischen denen ein Codeshare-Abkommen besteht. Mit dessen Hilfe können über 30 Ziele in Asien angeflogen werden.
Hong Kong Airlines bietet seinen Kunden ein spezielles Vielfliegerprogramm an. Kauft man fünf Flugtickets, bekommt man einen Gratisflug mit Hong Kong Airlines oder HK Express nach eigener Wahl geschenkt. Außerdem ist es möglich, dass man beim Kauf von fünf Flugtickets auch den nächsten Flug kostenlos in eine höhere Buchungsklasse aufstufen kann.
Hong Kong Airlines beabsichtigte zehn Airbus A380-800 zu beschaffen. Eine Auftragserteilung wurde zunächst wegen der CO2-Steuer der Europäischen Union durch die Regierung Chinas blockiert und schließlich im Juli 2014 storniert, dem Airbus aber widerspricht.
Im August 2012 stellte Hong Kong Airlines ihre Langstreckenflüge nach Europa ein. Begründet wurde diese Maßnahme mit der schlechten Aussicht im Zusammenhang mit der europäischen Wirtschaft und einer Fokussierung auf den Asien-Pazifik-Raum, insbesondere China. Im Dezember 2012 wurde bekannt, dass aus diesen Gründen die Abbestellung der Airbus A380 angestrebt wurde.
Im Juni 2015 gab Hong Kong Airlines bekannt, bis Ende des Jahres wieder Interkontinentalflüge anzubieten. Voraussichtlich soll Australien angeflogen werden.
Hong Kong Airlines ging im August 2016 eine Abmachung zum Codesharing mit der Royal Brunei Airlines ein.
Anfang Januar 2019 berichteten lokale Medien, dass die Fluggesellschaft liquidiert werden soll. Die Fluggesellschaft habe mit einer erdrückenden Schuldensituation zu kämpfen.

## Flugziele
Hong Kong Airlines bedient im Codeshare mit HK Express über 30 Ziele vor allem in Südostasien, Japan sowie Neuseeland, Kanada und den USA. Dazu kommen Ziele in der Volksrepublik China.

## Flotte

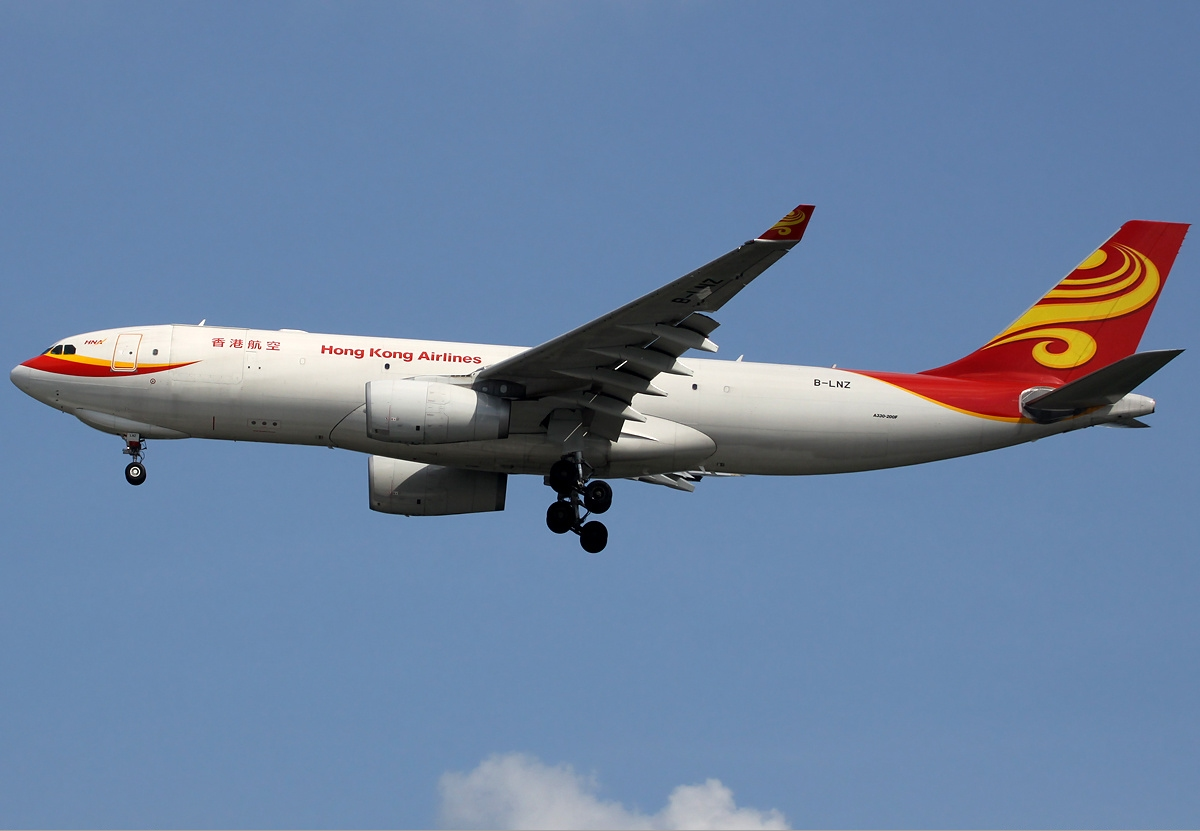
Airbus A330-200F der Hong Kong Airlines im alten Farbschema

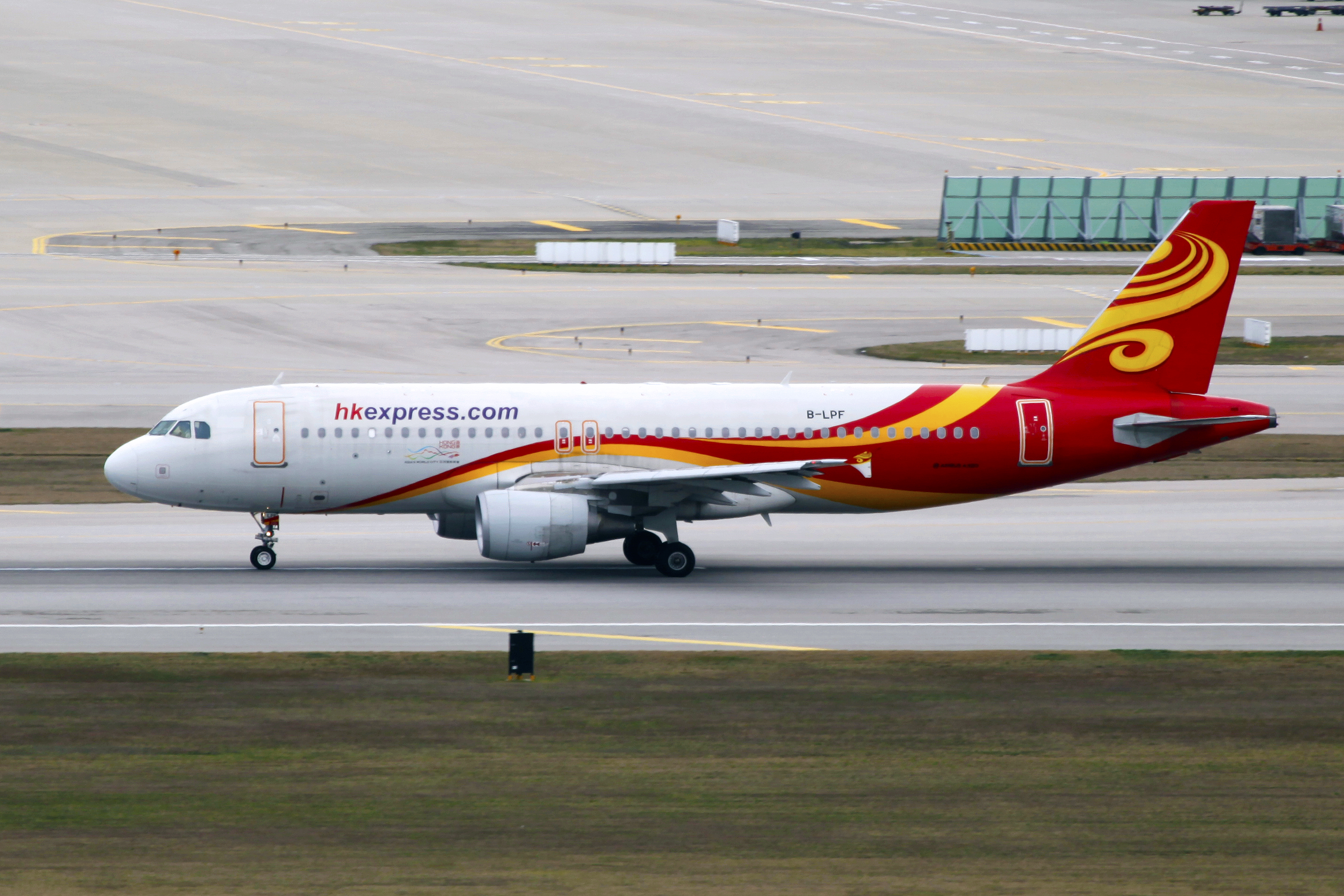
Airbus A320-200 der Hong Kong Airlines

### Aktuelle Flotte

#### Hong Kong Airlines
Mit Stand Oktober 2023 besteht die Flotte der Hong Kong Airlines aus 30 Flugzeugen mit einem Durchschnittsalter von 10,9 Jahren:
| Flugzeugtyp     | Anzahl | bestellt | Anmerkungen                                     | Sitzplätze (Business/Economy) | Durchschnittsalter |
| --------------- | ------ | -------- | ----------------------------------------------- | ----------------------------- | ------------------ |
| Airbus A320-200 | 12     |          | einer inaktiv; sechs mit Sharklets ausgestattet | 152 (8/144) 174 (-/174)       | 9,7 Jahre          |
| Airbus A330-200 | 09     |          | alle inaktiv                                    | 264 (18/246) 283 (24/259)     | 12,7 Jahre         |
| Airbus A330-300 | 09     |          | drei inaktiv                                    | 285 (30/255) 292 (32/260)     | 10,0 Jahre         |
| Gesamt          | 30     | –        |                                                 |                               | 10,9 Jahre         |

#### Hong Kong Air Cargo
Mit Stand Oktober 2023 besteht die Flotte der Hong Kong Air Cargo aus fünf Flugzeugen mit einem Durchschnittsalter von 12,3 Jahren:
| Flugzeugtyp      | Anzahl | bestellt | Anmerkungen | Durchschnittsalter |
| ---------------- | ------ | -------- | ----------- | ------------------ |
| Airbus A330-200F | 05     |          |             | 12,3 Jahre         |
| Gesamt           | 05     | –        |             | 12,3 Jahre         |

### Ehemalige Flugzeugtypen
- Airbus A350-900
- Boeing 737-300SF
- Boeing 737-800
- Bombardier CRJ200
- Bombardier CRJ700